# Beniarjó
Beniarjó ist eine spanische Gemeinde (Municipio) mit 1.907 Einwohnern (Stand: 2024) in der Valencianischen Gemeinschaft, in der Comarca La Safor.

## Lage
Beniarjó liegt nahe der Costa del Azahar (Mittelmeerküste) in einer Höhe von ca. 50 m. Die Provinzhauptstadt Valencia liegt etwa 75 Kilometer in nordnordwestlicher Richtung.

## Geschichte
| Jahr      | 1900 | 1930  | 1950  | 1960  | 1970  | 1981  | 1991  | 2001  | 2011  | 2021  |
| --------- | ---- | ----- | ----- | ----- | ----- | ----- | ----- | ----- | ----- | ----- |
| Einwohner | 984  | 1.322 | 1.363 | 1.633 | 1.524 | 1.291 | 1.104 | 1.269 | 1.785 | 1.780 |

## Kultur und Sehenswürdigkeiten
- Johannes-der-Täufer-Kirche (Iglesia de San Juan Bautista)
- Altes Rathaus

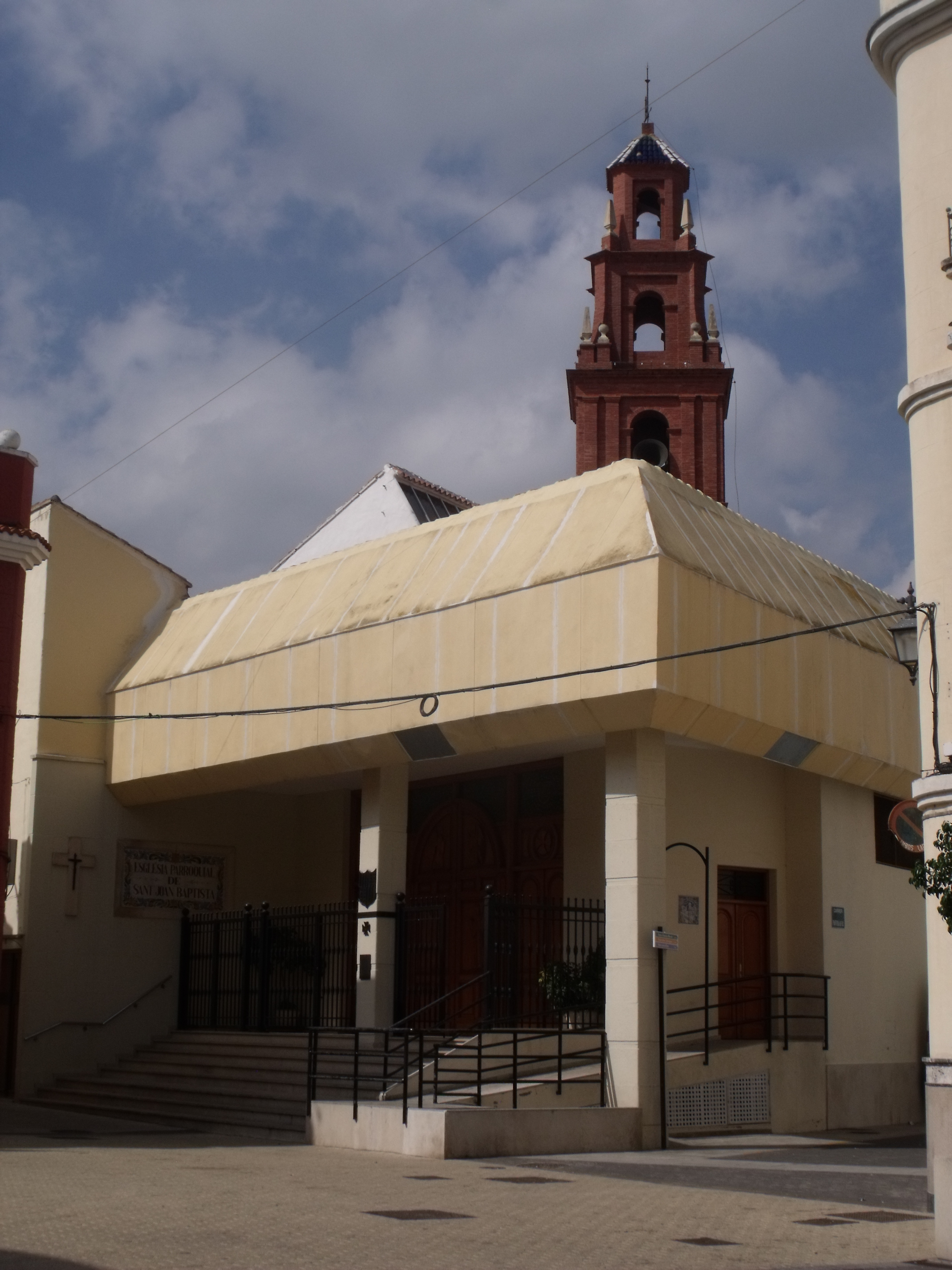
Johannes-der-Täufer-Kirche
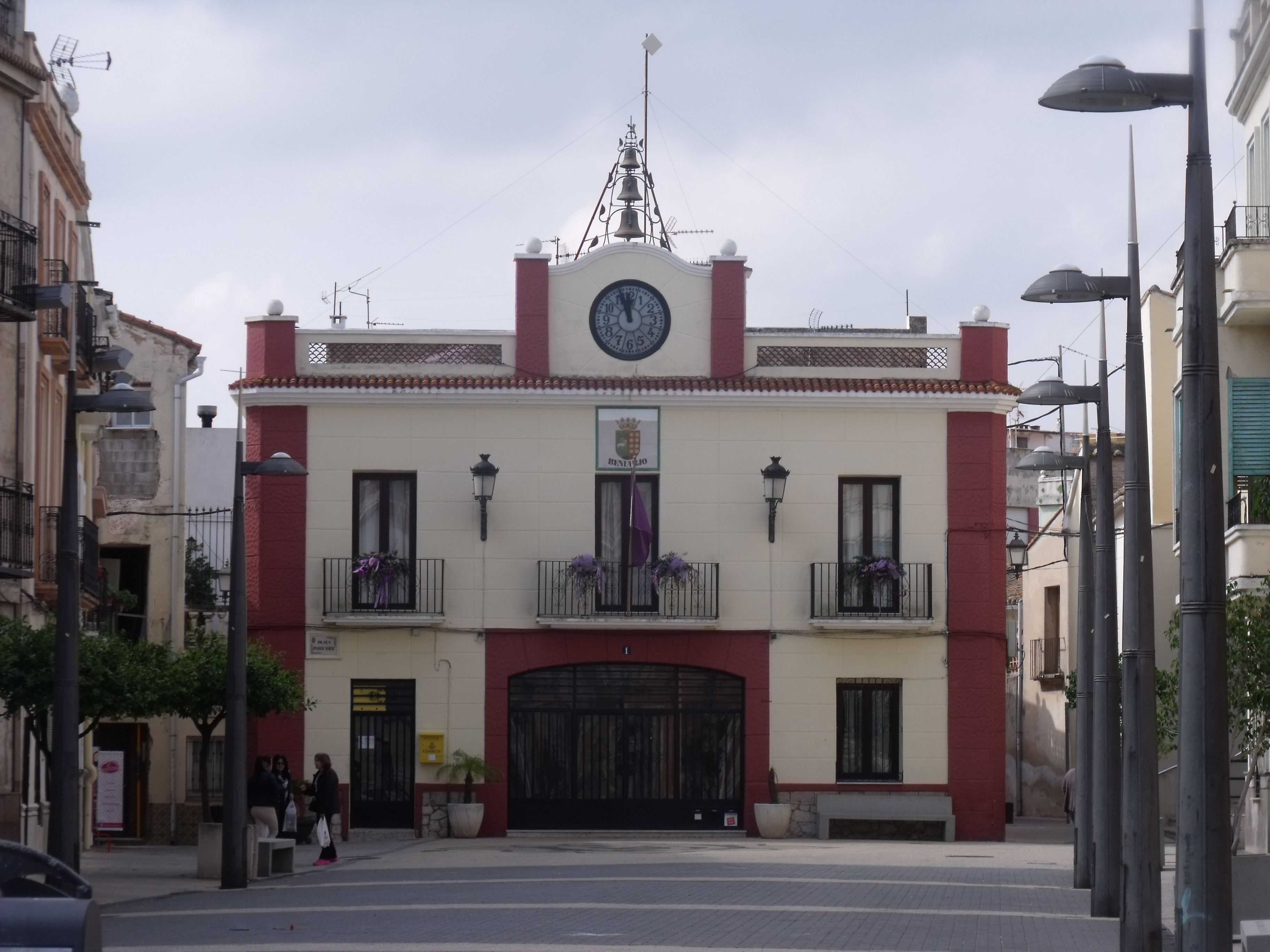
Altes Rathaus
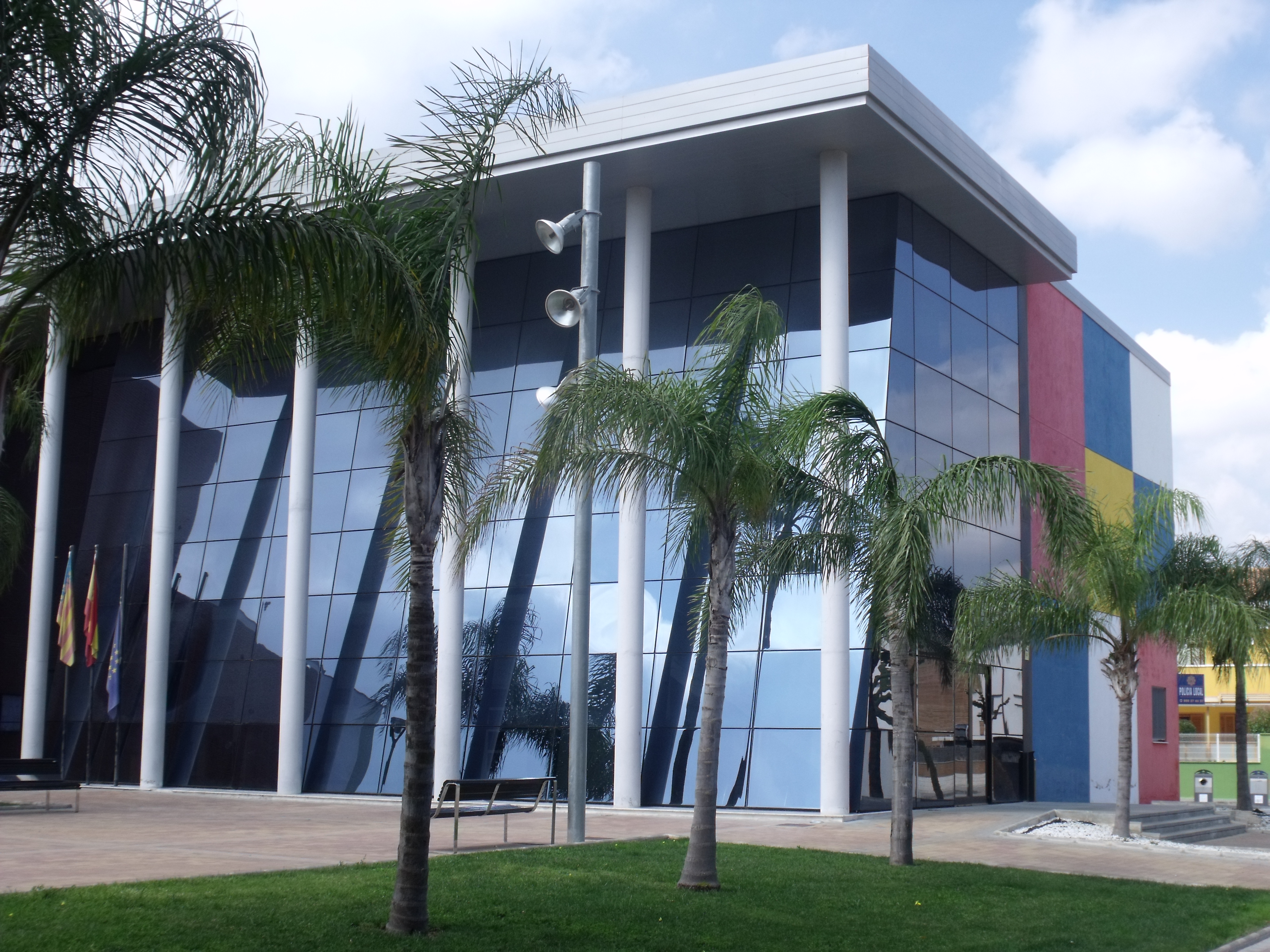
Neues Rathaus

## Persönlichkeiten
- Ausiàs March (um 1400–1469), Ritter und Dichter